# わかあゆ号
わかあゆ号（わかあゆごう） は、宮崎交通が大分県大分市と宮崎県延岡市の間を運行していた特急バス路線の愛称である。延岡市を流れる五ヶ瀬川の鮎から名付けられた。

## 沿革
1999年に運行開始した当初は宮崎交通・大分バス各2往復の計4往復運行であったが、2004年3月31日限りで大分バスは撤退し予約発券などの運行支援業務のみ継続し、宮崎交通による単独運行となった。さらに乗車率が採算ベースの3割に満たず、2006年4月1日から平日の運行を廃止し、土休日のみ大分～延岡間を1往復するようになった。しかし、当時の燃料費高騰や需要の先細りを見越して、2010年4月1日をもって休止された。
当時は東九州自動車道が未開通であり、当路線も全区間が一般道路経由であった。東九州自動車道開通後の2015年4月1日から別府・大分 - 延岡・宮崎間を結ぶ高速バス「パシフィックライナー」の運行が開始されており、大分 - 延岡間の利用も可能であるが、停留所が大分市内では3ヶ所に絞られ、延岡側では延岡ICのみとなっていた。しかしながら、こちらにおいても当初から利用率があまり芳しい状況とは言えず、さらに2020年に発生した新型コロナウイルスの世界的感染拡大の影響により同年9月に一時運休となって以降、運行再開される事のないまま 「パシフィックライナー」は2021年3月31日を以って廃止されており、再び大分 - 延岡間とを結ぶ直通バスは無い状態となっている。

## 運行区間
- 大分（金池ターミナル・県庁正門前）～延岡駅前バスセンター

## 所要時間・運賃
大分（トキハ前／フォーラス前）～延岡バスセンター間：2時間11分・片道2,300円（往復4,000円）
- IC乗車カード「宮交バスカ」が使用可能であった。

## 停車停留所
- 金池ターミナル（大分県大分市）（延岡ゆきのみ停車）
- 県庁正門前（大分県大分市）（大分ゆき終点）
- 合同新聞社前（大分県大分市）
- 大分（トキハ前／フォーラス前）（大分県大分市）
- 米良バイパス入口（大分県大分市）
- パークプレイス大分（大分県大分市）
- 戸次（大分県大分市）
- 犬飼久原（大分県豊後大野市）
- 三重監督署前（大分県豊後大野市）
- 小野市（大分県佐伯市）
- つじの坂（ととろ入口）（大分県佐伯市）
- 道の駅うめりあ（大分県佐伯市）
- 北川町（宮崎県延岡市）
- レーヨン前（宮崎県延岡市）
- 延岡駅前バスセンター（宮崎県延岡市）

金池ターミナル～パークプレイス大分間内各停留所相互間の利用はできない。

## 運行車両・車内設備
- 日野セレガ（西工ネオロイヤル）＜大分バス＞
- 三菱エアロバス＜宮崎交通＞

かつて2社共同運行していた頃においてはいずれもトイレ付き車両であった。この頃宮崎交通便ではかつての夜行路線で使用されていたスーパーハイデッカーの独立3列シート車である日野ブルーリボン・グランデッカが専用車として主に使用されていたが、大分バス撤退後の単独運行になってからはトイレ無しの4列シート車となった。